# Koń trojański (obraz Domenica Tiepola)

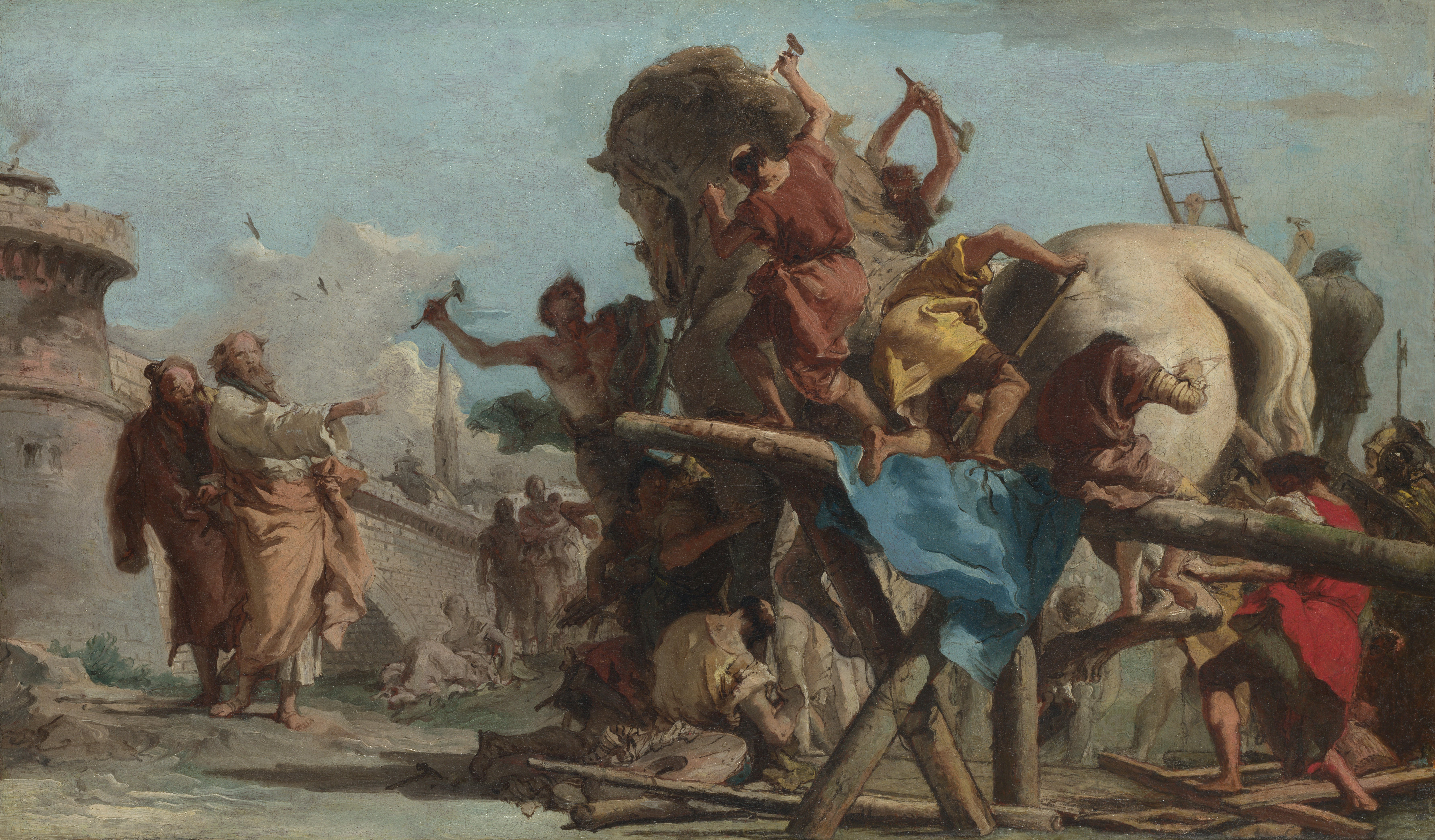
Budowanie konia trojańskiego
1760, 38,8 × 66,7 cm, National Gallery

Koń trojański – obraz włoskiego malarza rokokowego Giovanniego Domenica Tiepola.
Motyw konia trojańskiego jest jednym z ostatnich wątków dziesięcioletniej wojny toczonej pomiędzy wojskami greckimi a Troją, opisanego głównie przez Wergiliusza w utworze Eneida oraz przez Homera. Tiepolo skorzystał z obu tych relacji. W 1760 roku stworzył dwa obrazy ilustrujące legendę o koniu trojańskim.

Na obrazie Koń trojański przedstawił wielkiego białego konia ujętego od tyłu, ciągniętego przez tłum mieszkańców Troi. Zgodnie z relacją Wergiliusza koń stoi na platformie z drewnianymi kołami. Na jego boku widoczny jest łaciński napis Paladi votum (Ofiara dla Pallas), co miało zmylić Trojańczyków i uśpić ich czujność. Z lewej strony konia widać jak jeden z widzów dźga konia włócznią co ma swoje uzasadnienie w relacji Homera: 

Wkoło mnóstwo radziło narodu
 Nad tym koniem trojakie dając o nim zdanie
Raz by gmach wydrążyć dać na porąbanie (Homer Odyseja 8, 361-362)

 Z prawej strony Tiepolo umieścił panoramę włoskiego miasta, zastępując nieznany widok Troi. W nocy miasto ulegnie zniszczeniu i zapomnieniu na kilkanaście wieków.
   
Drugi obraz Tiepola Budowanie konia trojańskiego będący szkicem do obrazu o tym samym tytule ze zbiorów Wadsworth Atheneum Museum of Art, przedstawia legendarnego konia w momencie jego tworzenia. Po lewej stronie znajduje się postać Odyseusza, który był pomysłodawcą konia trojańskiego. Oba obrazy znajdują się w National Gallery w Londynie.